# 熱狂宣言
『熱狂宣言』（ねっきょうせんげん）は、小松成美によるノンフィクション。2015年8月7日に幻冬舎より刊行された。若年性パーキンソン病との闘病のかたわらで外食産業で東証一部上場を成し遂げ「外食業界の風雲児」と称されたダイヤモンドダイニング社長・松村厚久の壮絶な半生を綴る。
企業経営者のノンフィクションとしては異例となる実売約10万部を記録し、ダイヤモンドダイニング（現DDホールディングス）社長・松村厚久の半生を描いた小松成美による同名のノンフィクション作品『熱狂宣言』（幻冬舎文庫）を読んだ映画プロデューサー奥山和由が、主人公である松村厚久を来訪し、奥山の強い希望により同名で映画化が決定した。2018年TOHOシネマズ六本木ヒルズにて公開。キャッチコピーは“止まったら死ぬぞ！”

## 書誌情報
- 熱狂宣言（2015年8月7日、幻冬舎、ISBN 978-4-344-02796-1）
- 『熱狂宣言』（幻冬舎文庫）2015年8月7日 小松成美 ISBN 978-4-344-42520-0

## 映画

### スタッフ
- 製作・監督　奥山和由
- 音楽：木下航志
- プロデューサー：江角早由里

### 出演
- 松村厚久

### 音楽
- 『Let Your Light Shine On Me』